# 東アジア文化都市北九州
東アジア文化都市北九州2020▶21（ひがしあじあぶんかとしきたきゅうしゅう、英題:Culture City of East Asia 2020▶21 Kitakyushu）とは、2020年、21年と2年間にわたって福岡県北九州市で開催された文化庁主催の文化事業、国際交流事業である。当初は「東アジア文化都市北九州2020」として2020年のみの開催となる予定だったが、新型コロナウイルス感染症の感染拡大の影響で予定されていた行事のほとんどが開催できない状況となったことから、「東アジア文化都市北九州2020▶21」として2年連続の開催となった。

## 主な事業・イベント・経過

### 2018年（平成30年）
- 8月8日 - 文化庁が2020年「東アジア文化都市」の国内都市を北九州市とすることを決定[1]

### 2019年（令和元年）
- 8月30日 - 韓国・仁川広域市で開催された第11回日中韓文化大臣会合[2]において「2020年東アジア文化都市」宣布式が行われ、2020年の東アジア文化都市として、日本は北九州市、中国は揚州市、韓国は順天市が決定された。

### 2020年（令和2年）
- 3月28日 - 当初この日に「開幕式典」を開催する予定であったが、新型コロナウイルス感染症の感染拡大を受けて延期（時期未定）となった。[3]

- 8月6日 - 文化庁が北九州市における「東アジア文化都市2020北九州」の会期を延長し，北九州市を2021年の国内都市とすることを決定[4]
- 10月9日～11月3日 - 旧大連航路上屋において「東京藝術大学スーパークローン文化財展」を開催。
- 10月17日、18日 - 勝山公園（北九州市小倉北区）において、屋外型音楽イベント「KitaQ Music Days ～ARTでつなぐ新しいカタチ～」を開催[5]
- 11月5日 - 「北九州国際音楽祭2020」の一環として、「ゲルギエフ指揮ウィーン・フィルハーモニー管弦楽団2020年北九州公演」を開催。
- 11月7日 - 北九州芸術劇場大ホールにおいて、誌と身体表現を融合したステージ「詩、踊る」を開催。
- 12月20日 - 文化庁が「2021年東アジア文化都市選定に関する日中韓共同発表」を行い、北九州市が2021年も引き続き日本の東アジア文化都市の開催都市となることが正式決定された[6]

### 2021年（令和3年）
- 4月29日～5月9日 - SDGsをテーマにした芸術祭「北九州未来創造芸術祭 ART for SDGs」を開催。
- 6月6日 - 北九州芸術劇場大ホールにおいて「東アジア文化都市北九州2020▶21 交流式典」を開催。
- 6月10日、11日 - アートホテル小倉ニュータガワにおいて囲碁の対局「東アジア文化都市北九州2020-21開催記念 第76期本因坊戦 第4局」を開催。
- 8月29日 - 北九州芸術劇場大ホールにおいて「未来につなぐ東アジア伝統芸能の饗宴」を開催。
- 8月30日 - 北九州市において「第12回日中韓文化大臣会合」を開催。中国、韓国はオンラインでの出席となった。 会合では、新型コロナウイルス感染症拡大の中、連携して文化芸術活動の発展・継承を守り抜くこと等を確認しあい、その成果を盛り込んだ「北九州宣言」を発出した。 また、2022年東アジア文化都市として日本は大分県、中国は温州市及び済南市、韓国は慶州市が正式に決定された。
- 9月5日 - ミクニワールドスタジアム北九州において「わっしょい百万夏祭り」を東アジア文化都市北九州開催記念として開催。
- 9月20日 - 「東アジア文学会議2021」を開催。
- 10月2日 - 小倉城天守閣前広場にて「小倉城薪能2021」を開催。
- 10月2日～11月5日 -  小倉の老舗映画館「小倉昭和館」他において映画イベント「アートシネマ」を開催。北九州市ゆかりの作家の作品を原作にした映画を週替わりで上映、一部の作家によるトークイベントを開催するというもの。
- 10月23日～31日 - 小倉城周辺にて「小倉城竹あかり」を開催。
- 10月25日 - 北九州市立美術館本館にて「日中韓芸術祭2021 in Kitakyushu」の公開撮影会を開催。翌日には撮影で使われた機材等の1日だけの特別展示が行われた。
- 11月6日～7日 - 北九州市の代表的な観光地である門司港レトロ地区において「北九州×東アジア 大食覧会」を開催。
- 11月12日 - 「小倉昭和館」において、「北九州フィルム・コミッション エキストラ交流会」を開催。
- 11月18日～19日 - 北九州市立竹末小学校において地元在住の画家 黒田征太郎氏によるライブペインティングのワークショップを実施。このワークショップでは、中国及び韓国の小学校とオンラインで繋ぎ、作品を交換しながら絵を描くというアート制作を通じて文化交流を図った。
- 11月20日 - 関門海峡を挟む門司港地区と下関市において「関門海峡キャンドルナイト2021」を開催。当初は11月23日までの開催の予定であったが21日以降は悪天候のため中止となり、結果的に1日のみの開催となった。
- 11月21日 - ウェルとばた大ホールにおいて「北九州市障害者芸術祭（ステージ）」を開催。
- 11月26日～28日 - 小倉駅JAM広場において古書市「小倉ブックマルシェ」を開催。
- 11月28日 - 北九州市立響ホールにて「北九州アニメソングピアノライブ2021」を開催。
- 11月28日 - 事業の成果を確認するステージ「閉幕式典」を北九州芸術劇場大ホールで開催。

## 市民企画事業
東アジア文化都市北九州実行委員会や北九州市、文化庁が主催するイベントの他、文化団体等の市民が主催するものも同事業の関連事業として位置づけられていた。